# 刘中一
刘中一（1930年10月—2020年1月5日），男，湖北武昌人，曾任中华人民共和国农业部部长，中国共产党第十四届中央委员会委员，第九届全国人大常委会委员。

## 生平
1949年，刘中一参加中国人民解放军，任中原军区鄂豫第三军分区教导队分队长等职。1951年，入学中原大学统计系。1952年毕业后，进入中南财政经济委员会、中国国家计划委员会农林水利局水利处，历任至组长。1954年加入中国共产党。随后升中国国家计委农林水利计划局副处长，直至局长。1985年，担任中国国家计划委员会副主任。1990年，改任中华人民共和国农业部部长。1993年4月，改任国务院发展研究中心副主任。1998年3月，第九届全国人大第一次会议上，他当选全国人民代表大会常务委员会委员。2003年12月离休。2020年1月5日在北京逝世。